# Det Private Beredskab til Afvikling af Nødlidende Banker, Sparekasser og Andelskasser
Det Private Beredskab til Afvikling af Nødlidende Banker, Sparekasser og Andelskasser (el. Det Private Beredskab) var en forening, der blev stiftet af Finansrådet som et beredskab, der skulle/kunne træde til, hvis banker, sparekasser eller andelskasser blev "nødlidende" og nærmede sig en konkurs. Staten stillede i perioden frem til og med 30. september 2010 ubegrænset statsgaranti for foreningens medlemmer.
Det var i den forbindelse foreningens formål at medvirke til, at de nødlidende pengeinstitutter, som alternativ til en konkurs, kunne afvikles ved at et andet pengeinstitut overtog og videreføte det nødlidende pengeinstitut. Det Private Beredskab administrerede afviklingen på den måde, at foreningen tilførte midler eller stillede garantier til dækning af indskydere og andre ikke-efterstillede kreditorer, samtidig med at de indhentede overtagelsestilbud for større eller mindre dele af virksomheden i øvrigt.
Foreningens medlemmer bestod af danske banker, sparekasser og andelskasser samt danske filialer af udenlandske penge- og kreditinstitutter.

## Historik
Fra 1994 til 2007 kunne Garantifonden for Indskydere og Investorer (GII) tilføre midler og stille garantier for at hjælpe et nødlidende pengeinstitut i forbindelse med en afvikling af instituttet. Pga. at det kunne være i modstrid med EU-reglerne om statsstøtte eller konkurrenceforvridning, blev denne mulighed fjernet i 2007.
Derfor blev loven om GII ændret, så der i stedet blev givet mulighed for etablering af et privat beredskab.
Det Private Beredskab blev oprettet 13. juni 2007, men beredskabet var ikke klar, da BankTrelleborg fik problemer i begyndelsen af 2008. Det Private Beredskabet er efterfølgende etableret/godkendt og første "kunde" var Roskilde Bank, som beredskabet i første omgang stillede garanti for og som fra den 25. august 2008 blev overtaget af Nationalbanken og Det Private Beredskab i fællesskab.
Den 18. november 2008 meddelte ebh bank, at den måtte opgive at fortsætte på egen hånd og at der derfor er indgået en aftale om, at aktiver og passiver overdrages til Det Private Beredskab.
I oktober 2008 blev Finansiel Stabilitet A/S stiftet som led i en "aftale mellem den danske stat og den finansielle sektor i Danmark (Det Private Beredskab) om sikring af den finansielle stabilitet i Danmark". I de efterfølgende år kom der flere bankpakker og Finansiel Stabilitet overtog efterhånden alle Det Private Beredskabs opgaver. Pr. 1. juni 2015 blev GII nedlagt og fondens formue og opgave med at sikre kunderne mod konkurser blev overtaget af Finansiel Stabilitet.
I 2016 blev Det Private Beredskab afviklet.

## Midlertidig statsgaranti
Krisen i 2008 gjorde det svært for de danske banker, at skaffe den fornødne likviditet. Regeringen vurderede, at dette ville true den finansielle stabilitet i Danmark. Derfor indgik staten en aftale med Det Private Beredskab sikrer alle simple kreditorer mod tab. Aftalen betød, at staten har stillet en ubegrænset garanti for alle banker, der er omfattet af Det Private Beredskab. Forpligtelser i bankenes udenlandske filialer er ikke omfattet af garantien.
Aftalen blev godkendt af Folketinget, da Lov om finansiel stabilitet blev vedtaget den 10. oktober 2008. Loven og garantien gælder til og med den 30. september 2010. Bag vedtagelsen stod alle partier i Folketinget bortset fra Enhedslisten.
Ordningen administreres af Det Private Beredskab, der stiller minimum 15 og op til 35 mia. kr. til rådighed over de to år. Staten dækker eventuelle yderligere tab, og et eventuelt overskud ved ophøret af garantien tilfalder staten. 
Danske Bank har beregnet, at deres andel af tabene i værste fald kan blive op mod 12 mia. kr.  Trods prisen for at blive dækket af statsgarantien har ca. 90 % af bankerne meldt sig ind i ordningen. 14 banker har dog vurderet, at prisen har været for høj, og at de ikke har behov for statsgarantien. 
Følgende banker har valgt ikke at være omfattet:
- Bank DnB Nord
- Brenderup, J.A.K. Andelskassen
- Ebeltoft, Andelskassen J.A.K
- EkspresBank
- Fruering-Vitved Sparekasse
- Funder Fælleskasse Andelskasse
- J.A.K. Andelskassen Varde
- Leasing Fyn og Factoring Bankaktieselskab
- Lægernes Pensionsbank A/S
- Roskilde Bank (resterne)
- Stadil Sogns Spare- og Lånekasse
- Thisted Andelskasse
- Ulfborg Sparekasse
- Vokslev Sogns Spare- og Laanekasse